# Guilherme Santos
Guilherme Oliveira Santos (sinh ngày 5 tháng 2 năm 1988 ở Jequié) là một cầu thủ bóng đá người Brasil hiện tại thi đấu cho Jubilo Iwata ở vị trí hậu vệ trái. Anh có thể chơi ở vị trí left back or left midfielder.